# Rodolfo Fogwill

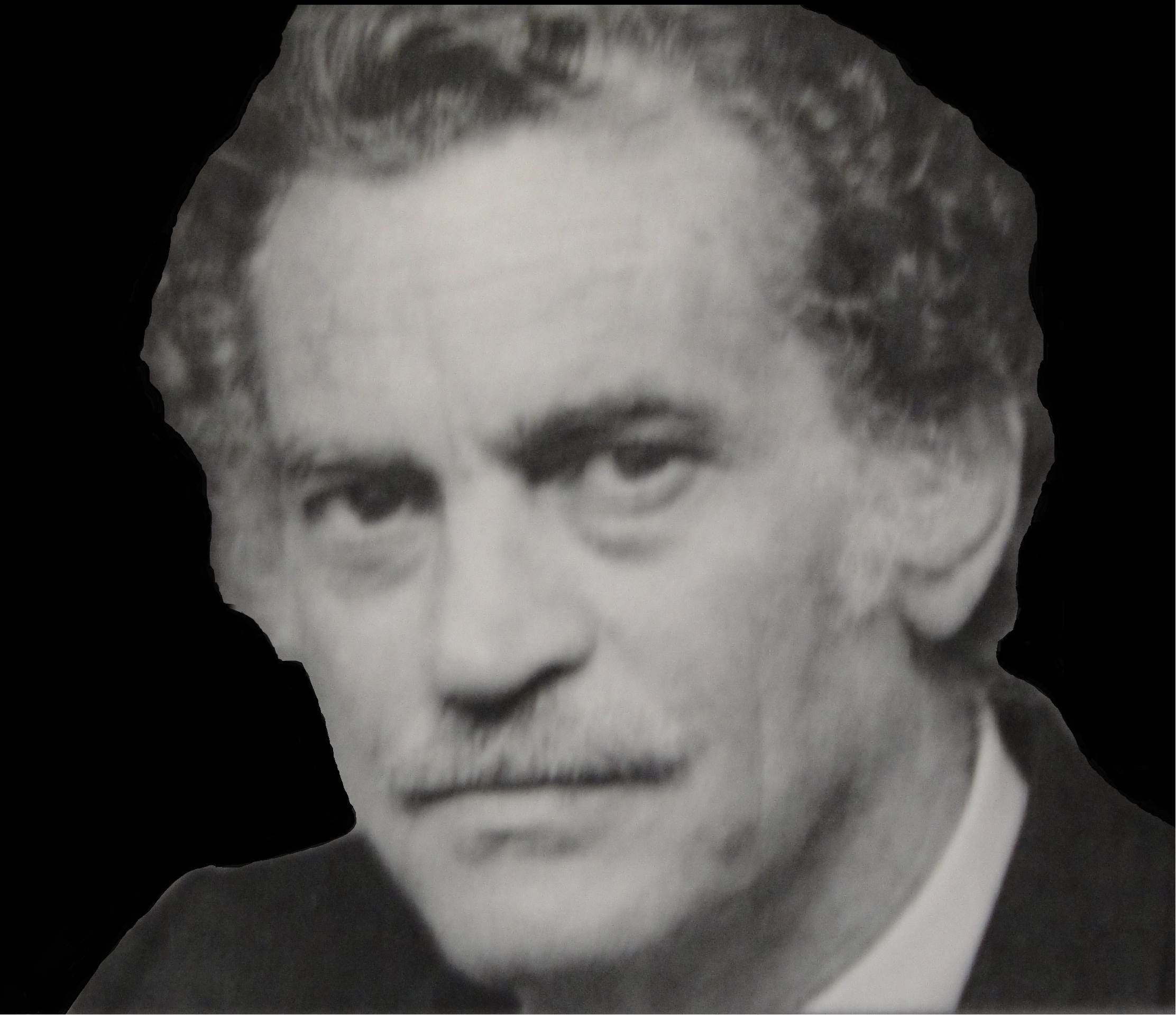
Rodolfo Fogwill

Rodolfo Enrique Fogwill (* 15. Juli 1941 in Buenos Aires; † 21. August 2010 ebenda) war ein argentinischer Soziologe und Schriftsteller.

## Familie
Fogwill stammte aus einer Familie von Einwanderern und war entfernt mit dem englischen Schriftsteller Charles Langbridge Morgan (1894–1958) verwandt. Er war der Vater des Werbe- und Musikvideoproduzenten und -regisseurs Andy Fogwill und der Schauspielerin Vera Fogwill.

## Leben
Sein Studium an der Universidad de Buenos Aires (u. a. Soziologie) konnte er erfolgreich mit einer Promotion abschließen. Im Anschluss daran betraute man ihn dort mit einem Lehrauftrag; von 1966 bis 1973 hatte er eine Professur für Soziologie inne. Zwischenzeitlich arbeitete Fogwill auch als Werbestratege, Marktanalyst, Redakteur, Berater und Börsenspekulant.
Neben seinen soziologischen, rein wissenschaftlichen Veröffentlichungen schuf Fogwill mit den Jahren ein beeindruckendes literarisches Œuvre. Mit seinem 1983 in Buenos Aires erschienenen Roman Los pichiciegos setzte er sich als einer der ersten Schriftsteller seines Landes mit dem Falklandkrieg auseinander. Seine Werke veröffentlichte er häufig nur unter Fogwill.
Erst im September 2010, kurz nach seinem Tod, erschien Los pichiciegos unter dem Titel Die unterirdische Schlacht als erste deutsche Übersetzung eines seiner Werke im Rowohlt Verlag. Rowohlt bewarb den Roman über den Falklandkrieg als „eines der bedeutendsten Sprachkunstwerke spanischer Sprache der letzten Jahrzehnte“.
Rodolfo Fogwill starb am 21. August 2010 im Alter von 69 Jahren an Lungenversagen infolge seines Zigarettenkonsums.

## Ehrungen
- 2003: Guggenheim-Stipendium
- 2004: Premio Nacional de Literatura

## Werke (Auswahl)
Erzählungen
- Ejércitos imaginarios. 1983.
- Mis muertos punk. 1980.
- Muchacha punk. 1992.
- Música japonesa. 1982.
- Pájaros de la cabeza. 1985.

Lyrik
- El efecto do realidad. 1979.
- Las horas de citas. 1980.
- Partes del todo. 1990.
- Cantos de marineros en las Pampas.

Romane
- La buena nueva. 1990.
- Una pálida historia de amor. 1991.
- Los pichiciegos. 1983 (2. Auflage: Sudamericana, Buenos Aires 1994, ISBN 978-987-1180-28-8)
- Restos diurnos. 1993.
- Vivir Afuera. 1998.